# Бабінчук Марія Степанівна
Марія Степанівна Бабінчук (псевдо — Калина, Ксеня; 10 квітня 1924, с. Лисець, Богородчанського району, Івано-Франківська область — 1 липня 1951, хутір Ловаги, Перегінського району, нині с. Ловаги, Рожнятівський район, Івано-Франківська область) — медсестра УПА, надрайонна провідниця Українського Червоного Хреста, секретар-друкарка надрайонного провідника «Варнака» (Вацеба Григорій).

## Життєпис
Народилася 10 квітня 1924 року в селищі Лисець у багатодітній сім'ї. Марійка була найстаршою серед семи сестер. Батько був добрим ковалем; мати займалася господарством. Закінчила сім класів місцевої школи, а згодом поступила до гімназії Сестер Василіянок у Станиславові. Була здібною дівчиною, добре вчилася. Одночасно з навчанням у гімназії відвідувала курси медичних сестер. Медичну практику здобувала в центральній міській лікарні Станиславова. В 1940—1941 рр. під час канікул працювала вихователькою в дитячому таборі с. Стебник Богородчанського району.
1941 року вступила в ОУН. Під час німецької окупації переховувалася: Марійку німці запідозрили в тому, що брала з роботи медикаменти. Марійка організувала сітку Юнацтва ОУН у свойому селі. З приходом більшовиків пішла в підпілля. 28 серпня 1944 р. була в бою під Богрівкою — ратувала ранених. Після бою бункрувала медикаменти, лікувала поранених. Самотужки набиралась медичного досвіду.
Марійка — «Калина» за свій довгий підпільний тернистий шлях виконувала різні завдання. Набула спеціальність радистки, як треба було оборонятись, — брала зброю до рук. У Солотвинському районі організовувала Український Червоний Хрест і проводила медичні курси першої допомоги. При потребі «Калина» їздила верхи конем до поранених у сотні. Була дотепна, енергійна, у скрутних ситуаціях швидко знаходила вихід. Допомагала населенню і готувала дівчат із Юнацтва до роботи в УЧХ.
«Калина» перебувала у підпіллі до 50-х років; вийшла заміж за «Варнака-Сулиму» — надрайонного провідника ОУН Надвірнянщини Вацебу Григорія із села Радча Лисецького р-ну. 28 серпня 1950 року у важких умовах у них народилася донечка. Усе докладно описано в листах, які батьки залишили доньці.
2 квітня 1949 року. Григорій Вацеба — «Варнак» (він же «Бродич», «Мороз», «Сулима»), надрайонний провідник ОУН Надвірнянщини, закінчив роботу над унікальною пам'яткою визвольного руху на підпорядкованому йому терені — щоденником Надвірнянського осередку ОУН «Верховина» в зимовий період 1948-49 років, розпочавши ці записи 1 грудня 1948 року. Цю титанічну працю виконано під землею в бункері при каганці. «Варнак» писав, дружина «Калина» друкувала на машинці.
1 липня 1951 року Григорій Вацеба — «Маґура», його дружина Марійка — «Ксеня», і три охоронці («Дуб» — Ярослав Белейович, «Тарас» і «Голуб» Михайло Мельник), перебуваючи на хуторі Ловаги поблизу села Небилів, Перегінського району, загинули в нерівному бою з опергрупою відділу 2-Н УМДБ Станіславської області. П'ять повстанців були оточені загоном чисельністю 25 осіб, і коли в ході перестрілки у підпільників закінчувалися патрони, вони підірвали себе гранатою. У донесенні про проведення агентурної операції було зазначено, що при вбитих було виявлено два автомати, дві гвинтівки, п'ять пістолетів, 250 штук бойових патронів і документи. Тіла загиблих підпільників тягнули машиною по селу, для науки селянам. Григорію було 34 роки, Марії — 27.